# Генеиват Даат
Гневат даат («воровство знания», «воровство мыслей», также Гниват даат) — концепция в еврейском праве и этике, обозначающее намеренное искажение реальности или обман. Оно применяется в широком спектре межличностных ситуаций, но в особенности в деловых операциях.

## Современные применения
Специалисты по еврейской этике применяют генеиват даат к различным современным этическим дилеммам.
В еврейской деловой этике запрет на ложное впечатление обычно применяется к рекламе и методам продаж. Генеиват даат позволяет специалистам по этике анализировать ненадлежащие методы продажи, такие как использование предлога для входа в дом, для того, чтобы продать владельцу дома товар. Предложения о продаже со скидкой могут нарушать генеиват даат, если в действительности покупатель заплатит иную цену. В частности, если нет рекомендуемой розничной цены, каталог не должен изображать скидку, основанную на собственной предполагаемой «стандартной» цене продавца. Аналогично, скидки, основанные на вводящих в заблуждение предлогах, таких как распродажа из-за закрытия магазина, когда магазин не закрывается, также нарушают генеиват даат. Кроме того, этот принцип использовался для предостережения от чрезмерной упаковки, которая производит впечатление, что продукт больше, чем он есть на самом деле. Точно так же реклама предметов роскоши, говорящая о них как о необходимости или даже упаковочная бумага, которые оставляют ложное впечатление, могут пересекать черту, установленную правилами генеиват даат.
Инсайдерская информация и вводящая в заблуждение акционеров информация также регулируются этим принципом.
Кроме того, генеиват даат применим к другим формам обмана в современной жизни. Например, реформистские раввины утверждают, что переписывать имущество на детей с целью симуляции бедности и защиты имущества запрещено этим принципом.
Списывание также запрещается по принципу генеиват даат. Например, раввин Моше Файнштейн писал, опираясь частично на этот принцип, что иешивы не должны позволять ученикам списывать на ежегодных экзаменах, а их школы не должны искажать оценки. Также иешива не должна обманным путем получать государственные субсидии, искажая, например, число своих учеников.
Правильное цитирование также регулируются этим принципом. Автор или докладчик, которые не указывают свои источники, могут нарушить генеиват даат. Конечно, если аудитория не ожидает явного приписывания, поскольку понимает, что докладчик опирается на источники, ложного впечатления не возникнет. Тем не менее, докладчик не должен полагаться на собственную интуицию в отношении ожиданий аудитории, а должен рассматривать даже «небольшую, но статистически значимую вероятность» (миут ха-мацуй). Насколько небольшую? По словам Левина, ожидание аудитории определяется количественно в галахе. С одной стороны, от говорящего не требуется ссылаться на источники, просто чтобы развеять чьи-то редкие, наивные ожидания того, что источники цитируются. С другой стороны, если 10 или 15 процентов аудитории действительно ожидают, что докладчик приписывает высказывание себе, то неуказание источников является нарушением генеиват даат.
Эта концепция включена в три положения предложенного Меира Тамари «Корпоративного этического кодекса Галахи» — инсайдерская торговля (даже там, где это разрешено светским законодательством), информация о продукции и реклама, а также мошеннические финансовые отчеты.